# Amtsgericht Herzberg (Elster)
Das Amtsgericht Herzberg war ein Gericht der ordentlichen Gerichtsbarkeit in Herzberg (Elster).

## Geschichte
Von 1849 bis 1879 bestand in Herzberg die Gerichtskommission Herzberg des Kreisgerichtes Liebenwerda. Im Rahmen der Reichsjustizgesetze wurden reichsweit einheitlich Oberlandes-, Land- und Amtsgerichte gebildet. Das königlich preußische Amtsgericht Herzberg wurde mit Wirkung zum 1. Oktober 1879 als eines von 16 Amtsgerichten im Bezirk des Landgerichtes Torgau im Bezirk des Oberlandesgerichtes Naumburg gebildet. Der Sitz des Gerichtes war die Stadt Herzberg. Sein Gerichtsbezirk umfasste den Kreis Schweinitz ohne die Teile, die den Amtsgerichten Jessen, Schlieben und Schweinitz zugeordnet waren. Aus dem Kreis Liebenwerda kamen noch folgende Orte hinzu: aus dem Amtsbezirk Falkenberg die Gemeindebezirke Bomsdorf, Cölsa, Falkenberg und Schmerkendorf und die Gutsbezirke Falkenberg und Schmerkendorf und aus dem Amtsbezirk Wiederau die Gemeindebezirke Drasdo, Langennaundorf, München, Wiederau und den Gutsbezirk Wiederau. Am Gericht bestanden 1880 zwei Richterstellen. Das Amtsgericht war damit ein mittelgroßes Amtsgericht im Landgerichtsbezirk. Es war auch Elbzollgericht.
Im Jahre 1952 wurden in der DDR die Amtsgerichte aufgehoben und durch Kreisgerichte ersetzt. Herzberg kam zum Kreis Herzberg, entsprechend entstand das Kreisgericht Herzberg im Bezirk des Bezirksgerichtes Cottbus. Mit dem Gesetz über die Neugliederung der Kreisgerichtsbezirke im Land Brandenburg (Brandenburgisches Kreisgerichtsbezirksgesetz – BbgKrGBG) vom 8. Dezember 1992 (GVBl. I S. 486) wurde das Kreisgericht Herzberg zum Jahresende 1992 aufgelöst. Ein Amtsgericht Herzberg wurde nicht mehr gebildet.